# Chemsakiella virens
Chemsakiella virens là một loài bọ cánh cứng trong họ Cerambycidae.